# Dasha
Dasha o Dascha, nacida como Dagmar Kozelková (Brno, República Checa; 21 de noviembre de 1976) es una actriz pornográfica checa. Es conocida por practicar la eyaculación femenina en sus películas.

## Biografía
Dasha fue bailarina y nadadora sincronizada en su país antes de mudarse a los Estados Unidos en 1996, luego de encontrar a su novio con otra mujer.
En 1999, ingresó a la industria de las películas pornográficas fichando por Vivid Entertainment, para quien firmó su primera película llamada Broken English.
En el 2000, apareció en el video de la canción Music de Madonna y en la canción Change de los Deftones. También apareció en la versión de la canción Murked Out realizada por los Brougham. Junto con Kira Kener y Tera Patrick posó para la portada de Playboy en marzo de 2002.

## Vida personal
Dasha se casó con Jonathan Foster en el 2000. Se conocieron en los sets de filmación realizando las películas Highway 1 y Highway 2. Cada uno siguió haciendo películas con otros artistas por su lado.
Luego se casó con Dillion Day, otro actor porno, al saberse embarazada de él durante los filmes.